# Megaphragma striatum
Megaphragma striatum är en stekelart som beskrevs av Gennaro Viggiani 1997. Megaphragma striatum ingår i släktet Megaphragma och familjen hårstrimsteklar. Inga underarter finns listade i Catalogue of Life.